# Lipsothrix neotropica
Lipsothrix neotropica är en tvåvingeart som beskrevs av Alexander 1940. Lipsothrix neotropica ingår i släktet Lipsothrix och familjen småharkrankar.
Artens utbredningsområde är Panama. Inga underarter finns listade i Catalogue of Life.